# Leontios
Leontios († 705), původem z Isaurie, byl byzantský císař vládnoucí v letech 695–698. Jeho vláda je významná především z toho důvodu, že během ní ovládli Arabové Kartágo, což prakticky zpečetilo osud byzantských severoafrických držav.
Leontios, který se osvědčil jako vojevůdce za vlády Konstantina IV. Pogonata i jeho syna Justiniána II., zastával před svým prohlášením za císaře řadu vysokých úřadů a roku 695 byl jmenován stratégem thematu Hellas. V této funkci se postavil do čela revolty proti nepopulárnímu Justiniánovu režimu, oslabenému porážkou ve válce s chalífou Abdulmalikem (bitva u Sebastopole roku 693).
Revolta, zorganizovaná za podpory strany modrých i konstantinopolského patriarchy Kallinika, skončila úspěšně a jejím výsledkem bylo Justiniánovo zohavení a poslání do exilu. To, že císař nebyl popraven, souviselo s dlouhou vládou herakleiovské dynastie v Byzanci a s tím spojeným respektem, který si u obyvatelstva získala. Leontiovi se však později jeho „shovívavost“ vymstila.
Největším problémem, jemuž říše v té době čelila, byl nový nápor arabské expanze, především v severní Africe. Abdulmalikovy oddíly zde postupně obsadily většinu byzantských držav včetně Kartága, a přestože Leontios získal za pomoci loďstva kartaginský přístav přechodně nazpět, jeho jednotky nebyly natolik silné, aby dokázaly své pozice udržet. Kartágo se tak dostalo roku 697 definitivně do rukou Arabů.
Porážka v Africe vedla k pádu Leontiova režimu. Při návratu z tažení vojáci revoltovali, prohlásili za císaře vojevůdce Tiberia Apsimara a po krátké občanské válce Leontia svrhli. Leontios pak strávil celkem sedm let v klášteře, než byl na rozkaz Justinána II., který se opět zmocnil trůnu, roku 705 popraven.